# Заставь дурака Богу молиться, он и лоб расшибёт
«Заставь дурака Богу молиться, он и лоб расшибёт» — русская пословица, означающая «навредить из-за необдуманного и чрезмерного старания».

## Описание
По обычаю верующие во время молитвы становились на колени и низко кланялись, почти касаясь лбом пола.
Лингвистами отмечается, что наличие форм императива в грамматической структуре данной пословицы подчёркивает дидактичность высказывания и в данном случае выражает претензию говорящего на контроль поведения адресата не только с помощью метафорично высказанного волеизъявления, но и поучения. Также специалистами отмечается, что хрестоматийная сентенция (каковой и является данная пословица), в которой поднимается тема интеллекта и содержится его оценка, в силу своей авторитетности, относительной аргументационной «неуязвимости», является удобной формой косвенного выражения отношения говорящего к объекту. В силу этого данная пословица часто используются в полемиках, дискуссиях, в том числе и в Интернете, в чём несложно убедиться, использовав любую поисковую систему.
Данная пословица является относительно редким примером использования местоимений в русских пословицах. Местоимения употребляются нечасто, поскольку их признак выражен глагольными формами, а если и употребляются, то не конкретизируют лицо, а наоборот абстрагируются от его и указывают на обобщённые свойства и действия субъекта вообще. Местоимение, как и в данном случае, обычно употребляется во второй части пословицы и указывает на подлежащее (выраженное существительным или прилагательным) первой части пословицы. В таком употреблении характерны местоимения мужского рода третьего лица единственного и множественного числа.

## Эквиваленты в других языках
| Язык  | Оригинал                                                                   | Перевод на русский                                                  |
| ----- | -------------------------------------------------------------------------- | ------------------------------------------------------------------- |
| англ. | Give a man enough rope and he’ll hang himself                              | Дай человеку верёвку, он и повесится.                               |
| идиш ‎ | אַז איר שיקט אַ נאַר צו עפֿענען די לאָדנס, װעט ער זײ עפֿענען אין דער גאַנצער שטאָט | Если послать дурака открывать ставни, он откроет их во всем городе. |
| нем.  | Blinder Eifer schadet nur                                                  | Слепое усердие только вредит.                                       |
| фр.   | Tant chauffe-on le fer qu’il rougit                                        | Нагреть утюг так, что он станет красным.                            |
| фр.   | Tant gratte chèvre que mal gît                                             | Вычесать козу слишком сильно.                                       |
| итал. | Il troppo stroppia                                                         | До струпьев.                                                        |
| болг. | Прекаленият светец и богу не е угоден                                      | Чрезмерность даже святого богу неугодным сделает.                   |